# Morten Suurballe
Morten Sasse Suurballe (8 de marzo de 1955) es un actor danés, conocido por su papel de Detective Jefe Inspector Lennart Brix en las tres series de televisión The Killing (en danés: Forbrydelsen, “El crimen”).

## Vida personal
Suurballe nació en Copenhague y fue educado en la Escuela de Teatro Nacional de Dinamarca en 1978. Después de eso, estuvo empleado en varios teatros en el Royal Danish Theatre.
Estuvo casado con Julie Wieth y se divorciaron en 2003. Es el padre de Amalie Suurballe Wieth (nacida en 1987), Johan Suurballe Wieth (nacido en 1991) y Eigil Suurballe Rossing (nacido en 2008).
En enero de 2013 Suurballe fue hecho caballero de Primera Clase de la Orden de Dannebrog.

## Filmografía

### Películas
- Kniven i hjertet (1981)
- Flamberede hjerter (1986)
- Et skud fra hjertet (1986)
- Opbrud (1988)
- Drengene fra Sankt Petri (1991)
- En dag i oktober (1991)
- Frække Frida og de frygtløse spioner (1994)
- Menneskedyret (1995)
- Carmen og Babyface (1995)
- Mimi og madammerne (1998)
- Manden som ikke ville dø (1999)
- Slip hestene løs (2000)
- Voksne mennesker (2005)
- Bag det stille ydre (2005)
- Rene hjerter (2006)
- Cecilie (2007)
- Guldhornene (2007)
- Skyscraper (2011)
- Skybound (2017)

### Televisión
- Kirsebærhaven 89 (1989)
- Gøngehøvdingen (1991-1992)
- Kald mig Liva (1992)
- Flemming og Berit (1994)
- Den hemmelige tunnel (1997)
- Rejseholdet (2000-2003)
- Ørnen (2004)
- Jul i Valhal (2005) Thrym (Jul i Valhal)
- Forbrydelsen (2007)
- Album (2008)
- Forbrydelsen II (2009)
- Anstalten [2011]
- Broen (2011)
- Forbrydelsen III (2012)
- Vikingos (2014)
- x Company (2015-)